# Kamienna Góra
Kamienna Góra (niem. Landeshut, cz. Kamenná Hora) – miasto w Polsce, województwie dolnośląskim, siedziba powiatu kamiennogórskiego i gminy wiejskiej Kamienna Góra, wchodzi w skład aglomeracji wałbrzyskiej, w Kotlinie Kamiennogórskiej, u podnóża Gór Kruczych będących częścią Gór Kamiennych w Sudetach Środkowych.
Według Spisu Powszechnego w 2021 r. miasto miało 17 998 mieszkańców. Według danych Głównego Urzędu Statystycznego 1 stycznia 2023 r. miasto liczyło 17 376 mieszkańców (243. miejsce w kraju). Gęstość zaludnienia wynosi 963,2 osób/1 km² (22. miejsce w województwie).

## Położenie

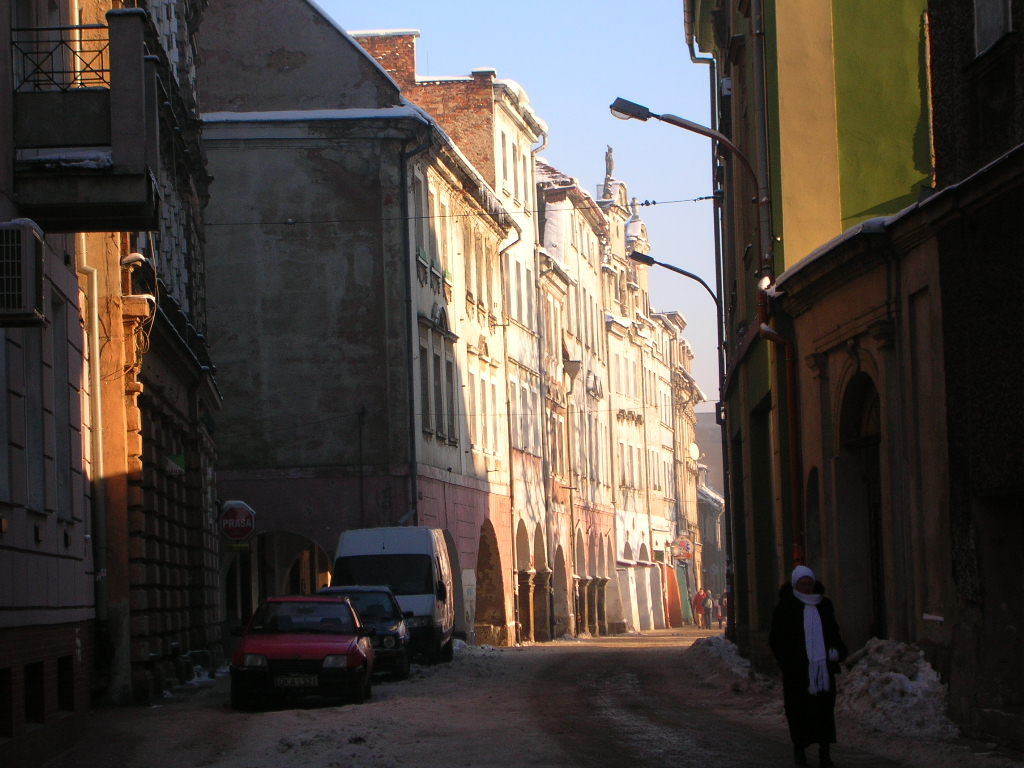
Ulica na Starym Mieście

Kamienna Góra jest położona w województwie dolnośląskim w powiecie kamiennogórskim. Jest położona centralnie w Kotlinie Kamiennogórskiej, będącej częścią Bramy Lubawskiej oraz częściowo na stokach Czarnego Lasu i Gór Kruczych w Sudetach Środkowych, nad rzeką Bóbr, u ujścia jego prawego dopływu Zadrny. Kamienna Góra jest ośrodkiem przemysłowym, handlowym i kulturalnym dla całego powiatu.
Miasto Kamienna Góra leży na Dolnym Śląsku.
W latach 1975–1998 miasto administracyjnie należało do województwa jeleniogórskiego.

## Toponimia
Pierwsze wzmianki o Kamiennej Górze pochodzą z 1241 roku, kiedy to miejscowość była znana jako „Landshut”. Kolejne źródła z 1287 i 1292 roku odnoszą się do niej jako „circa Landshute”, natomiast około 1300 roku używano formy „Landshut”. W 1249 roku pojawia się zapis „Landishute”, który w późniejszych latach, w 1287 i 1292, przybrał formę „civitas Landishute”. W XIV wieku nazwa ewoluowała na „Landishuta” (1340, 1341) oraz „Lanthshut” (około 1305).
W 1249 roku książę Bolesław Rogatka nadał klasztorowi benedyktynów osadę targową „Landishute”, zakładając ją na prawie niemieckim. W dokumencie wymieniono również miejsce położenia osady, „ad montem, qui vocatur Cammogora”. Z kolei w 1292 roku książę Bolko I Wałeczny wydał akt lokacyjny dla Kamiennej Góry, której miasto posiadało podwójne mury obronne i fosę. Nazwa miasta „Landeshut” miała pochodzić od zamku i strażnicy, które książę Bolko I określił mianem „Landeshut”.

## Transport

### Drogi
Dzięki dogodnemu położeniu komunikacyjnemu łatwo stąd się dostać do większych miejscowości nie tylko województwa, ale i kraju. W mieście krzyżują się drogi:
- 5 Świecie – Lubawka (granica z Czechami)
- 367 Jelenia Góra – Wałbrzych

Miasto dzielą niewielkie odległości z Wrocławiem (ok. 100 km) oraz ze stolicą Czech – Pragą (ok. 130 km).
Do miasta można dojechać autobusami PKS-u i prywatnymi busami, które jeżdżą z Wałbrzycha do Kamiennej Góry.

### Koleje

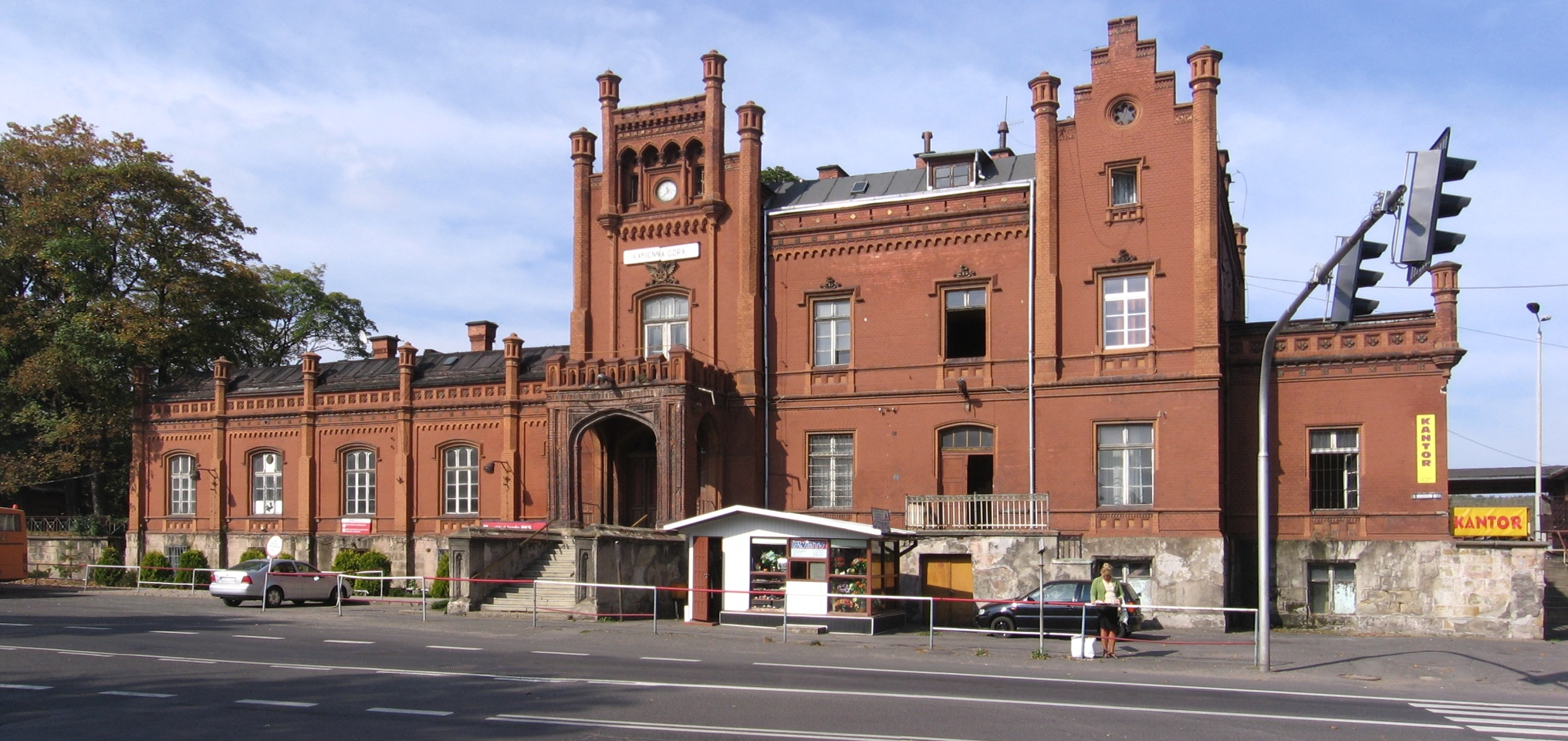
Dworzec kolejowy w Kamiennej Górze

- 29 grudnia 1869 otwarto 1-torową linię kolejową (dł. 5,4 km) Kamienna Góra – Sędzisław, wraz ze stacją kolejową w Kamiennej Górze. Linia została zelektryfikowana w sierpniu 1921, natomiast drugi tor zbudowano w pierwszej dekadzie XX w. w ramach ówczesnej modernizacji sieci kolejowej Dolnego Śląska.
- 29 grudnia 1869 otwarto 1-torową linię kolejową (dł. 12,5 km) Kamienna Góra – Lubawka i dalej do Královca, zelektryfikowaną w sierpniu 1921.
- 2 października 1899 otwarto 1-torową linię kolejową (dł. 21,6 km) Kamienna Góra – Okrzeszyn i eksploatowaną w ruchu pasażerskim do stycznia 1954 (częściowo rozebrana w styczniu 1992). Na tej linii funkcjonował w latach 1899–1954 przystanek kolejowy Czadrówek, położony na obszarze Kamiennej Góry.
- W 1914 oddano do użytku odcinek łączący Marciszów z Dębrznikiem, zelektryfikowany 1 stycznia 1939.

Do 1945 przez przejście Lubawka – Královec kursowały pociągi pasażerskie i towarowe. Później pociągi pasażerskie dojeżdżały od strony polskiej jedynie do Lubawki i kursowały w relacjach Lubawka – Wałbrzych oraz Lubawka – Marciszów (Jelenia Góra). W 2001 zamknięto dla ruchu towarowego przejście Lubawka – Královec oraz łącznicę Krużyn (Dębrznik) – Marciszów Górny. Od tej pory pociągi pasażerskie musiały kursować przez Sędzisław. 3 maja 2004 z Kamiennej Góry odjechał ostatni pociąg pasażerski relacji Lubawka – Jelenia Góra obsługiwany szynobusem SA102-001.
W 2018 uruchomiono stałe połączenie Sędzisław przez Kamienną Górę do Lubawki, obsługiwane przez czeskie koleje motorakiem 810.

### Komunikacja Miejska
Od 2019 roku na terenie miasta funkcjonuje darmowa komunikacja miejska. Ruch prowadzony jest na 2 liniach.
| Numer Linii | Trasa                                                                 |
| ----------- | --------------------------------------------------------------------- |
| 1           | ul. Jeleniogórska - ul. Wałbrzyska - Ogrody działkowe (nowy cmentarz) |
| 2           | Sanatorium (DCR) - osiedle Antonówka                                  |

## Historia

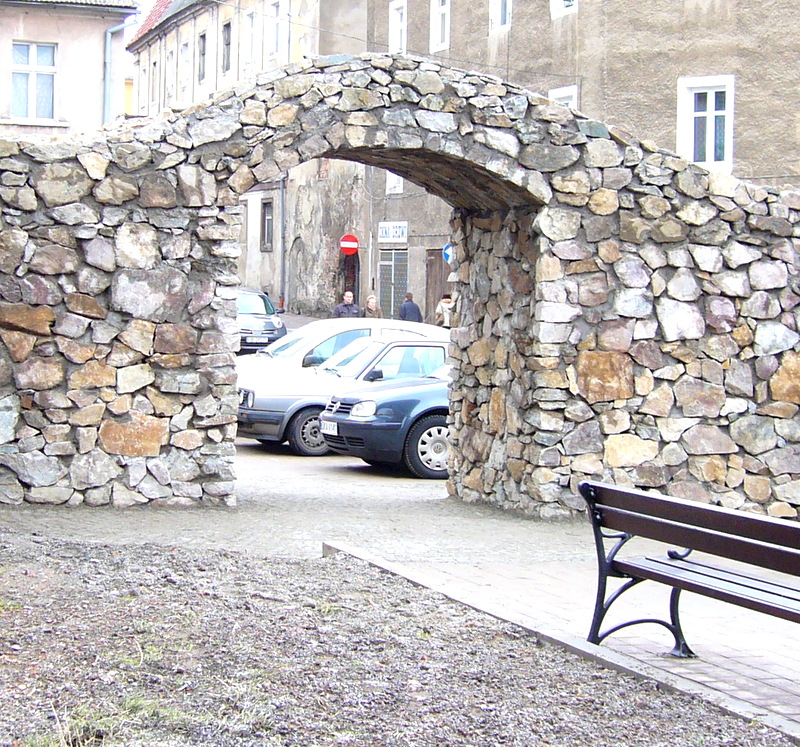
Mury obronne przy ulicy Spacerowej

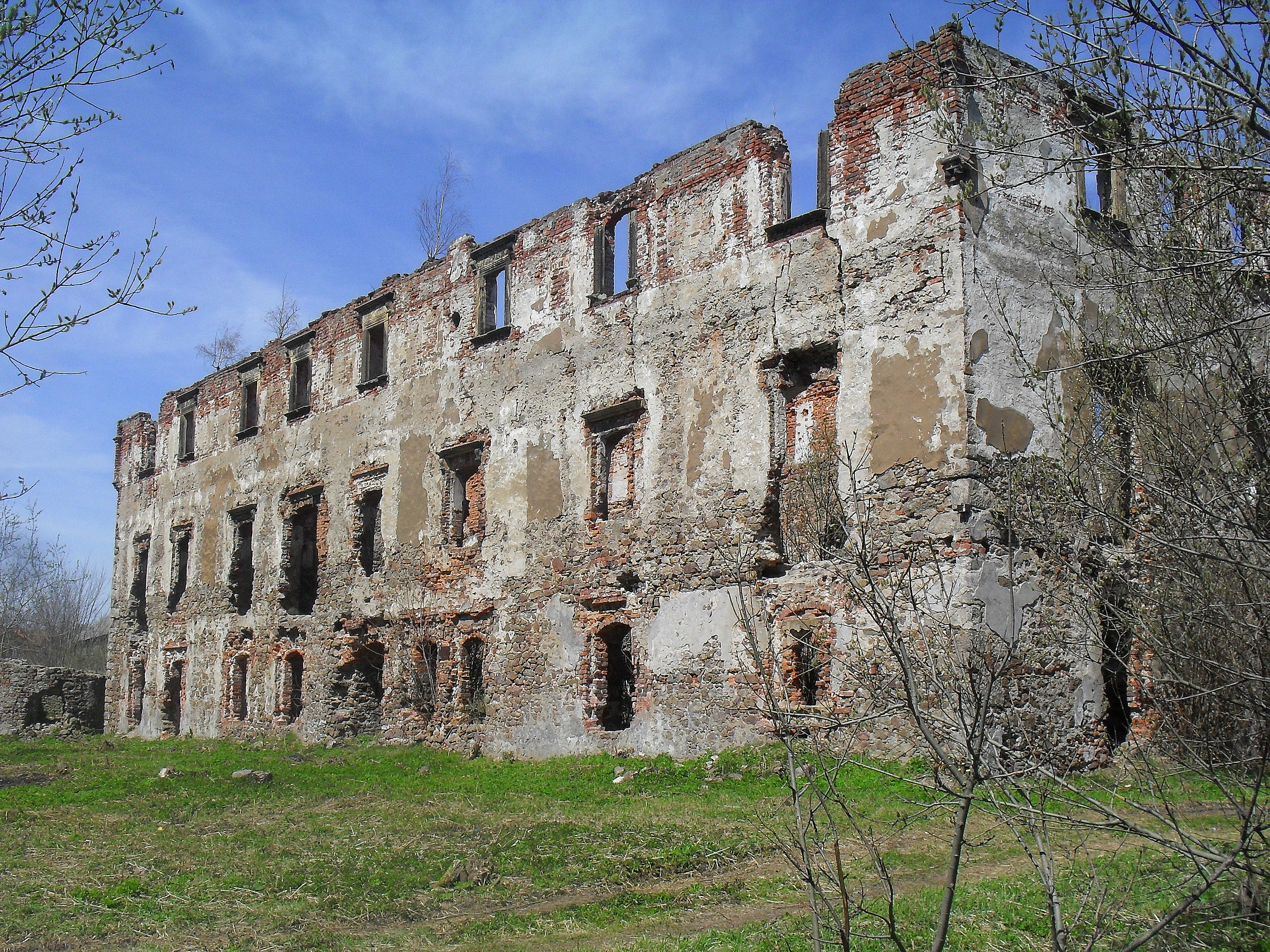
Ruiny zamku w Kamiennej Górze

Dokładny czas powstania pierwszej osady będącej zalążkiem dzisiejszej Kamiennej Góry nie jest znany. Początki miasta łączy się z osobą księcia Henryka I Brodatego, który miał zbudować w początkach XIII wieku budowlę obronną na Górze Zamkowej, u podnóża której, przy szlaku handlowym wiodącym przez Bramę Lubawską rozwinęło się podgrodzie – zalążek przyszłego miasta.
Pierwsze wzmianki o Kamiennej Górze pochodzą z 1241 roku, kiedy to miejscowość była znana jako „Landshut”. Miejscowość wzmiankowana jest również w łacińskim dokumencie z 1249 roku wydanym przez księcia Bolesława gdzie zanotowana została jako Landishute forensis auch Camena Gora, który w późniejszych latach, w 1287 i 1292, przybrała formę „civitas Landishute”. W XIV wieku nazwa ewoluowała na „Landishuta” (1340, 1341) oraz „Lanthshut” (około 1305). Kolejne źródła z 1287 i 1292 roku odnoszą się do niej jako „circa Lanthshute”, natomiast około 1300 roku używano formy „Landshut”. W 1249 roku pojawia się zapis „Landishute”. W średniowieczu mieścił się tu nadgraniczny gród obronny i stąd niemiecka nazwa nawiązuje do strażnicy (niem. Land ‘kraj’ i Hut ‘straż’). W 1249 roku książę Bolesław Rogatka nadał benedyktynom z Krzeszowa prawo przekształcenia osady targowej w miasto na prawie niemieckim (magdeburskim). W dokumencie wymieniono również miejsce położenia osady, „ad montem, qui vocatur Cammogora”. Zakonnicy jednak z nadanego im prawa nie skorzystali i przez kolejne lata osada w dotychczasowym kształcie prawdopodobnie powoli się rozwijała. Około 1286 w kronikach wymieniany jest zamek kamienny, który podczas walk polsko-czeskich pełnił strategiczną rolę broniąc kresów księstwa świdnicko-jaworskiego.
W 1289 roku Bolko I Surowy odkupił od benedyktynów osadę, a w 1292 wydał akt lokacyjny dla Kamiennej Góry, której miasto posiadało podwójne mury obronne i fosę. W roku 1334 roku miasto książę Bolko II odnowił prawa miejskie Kamiennej Górze, nadając jej przywileje, takie jak prawo wolnego wyboru rady miejskiej raz w roku, przywilej warzenia piwa oraz wyrobów czterech cechów (szewców, krawców, piekarzy i rzeźników). Przywileje te zostały rozszerzone w roku 1341, kiedy miasto uzyskało prawo handlu solą. W 1361 roku książę Bolko II przyznał Kamiennej Górze również przywilej bicia srebrnych i złotych monet. Od XIV wieku rozwinęło się sukiennictwo, przed 1360 powstała w mieście komora celna.
Chociaż w tym okresie językiem urzędowym był niemiecki, na Śląsku, około 1350 roku, ludność posługiwała się także łaciną i polskim. W 1369 roku księżna Agnieszka zezwoliła miastu na wykupienie wójtostwa, które zostało potwierdzone przez królów Władysława i Macieja w 1455 i 1469 roku.
Ziemie Kamiennej Góry do 1392 roku były częścią księstwa świdnicko-jaworskiego, po czym przeszły pod administrację Korony Czeskiej na mocy umowy sukcesyjnej. W tym czasie, na Górze Zamkowej, w latach 1286-1289, książę Bolko I zbudował zamek, który miał pełnić funkcje wartownicze. Zamek ten, jako strażnica, dał początek nazwie miasta „Landeshut”.
Kamienna Góra była wielokrotnie obiektem walk. W 1426 roku husyci najechali na Kamienną Górę, podpalając miasto i podejmując próbę jego zdobycia. Jednakże obrona mieszkańców okazała się skuteczna, co uniemożliwiło agresorom zajęcie miejscowości. Opis najazdu husyckiego na Śląsk został przedstawiony w kronice przez Martina von Bolkenhain, który odnotował nazwę miasta w formach „Lantczhut" oraz „Landishut". Ponownie miasto wraz z zamkiem zostało zniszczone podczas w 1446. 
Od XVI wieku rozwinęło się tkactwo lnu oraz produkcja wełny z domieszką lnu, a także handel płótnem na dużą skalę. Kamienna Góra słynęła wówczas z czterech dorocznych jarmarków i cotygodniowego targu płócien. 15 września 1590 roku odnotowano w Kamiennej Górze silne trzęsienie ziemi, tak mocne, że zawaliło się wiele kominów. W 1613 roku Michael Hennelius opisywał Kamienną Górę jako „Landeshutt", określając ją mianem miasta w księstwie świdnickim (łac. oppidum Ducatus Swidnicensis sic dictum quasi regionis specula), co sugerowało, iż pełniło ono funkcję strażnicy regionu.
Znaczne zniszczenia przyniosła miastu wojna trzydziestoletnia, po której miasto zostało odbudowane w stylu barokowym. Kolejne zniszczenia przyniosły wojny śląskie. 23 czerwca 1760 roku, w czasie wojny siedmioletniej, odbyła się bitwa pod Kamienną Górą (tzw. „Pruskie Termopile”). W 1793 wybuchł pierwszy bunt tkaczy.
W 1813 roku, w czasie wojen napoleońskich, w pobliżu Kamiennej Góry miała miejsce koncentracja wojsk prusko-rosyjskich. Wówczas to car Rosji Aleksander I i król Prus Fryderyk Wilhelm III byli gośćmi w kamiennogórskim zamku Grodztwo (niem. Kreppelhof) i 10 sierpnia 1813 odbierają paradę wojsk na polach w okolicy Antonówki.

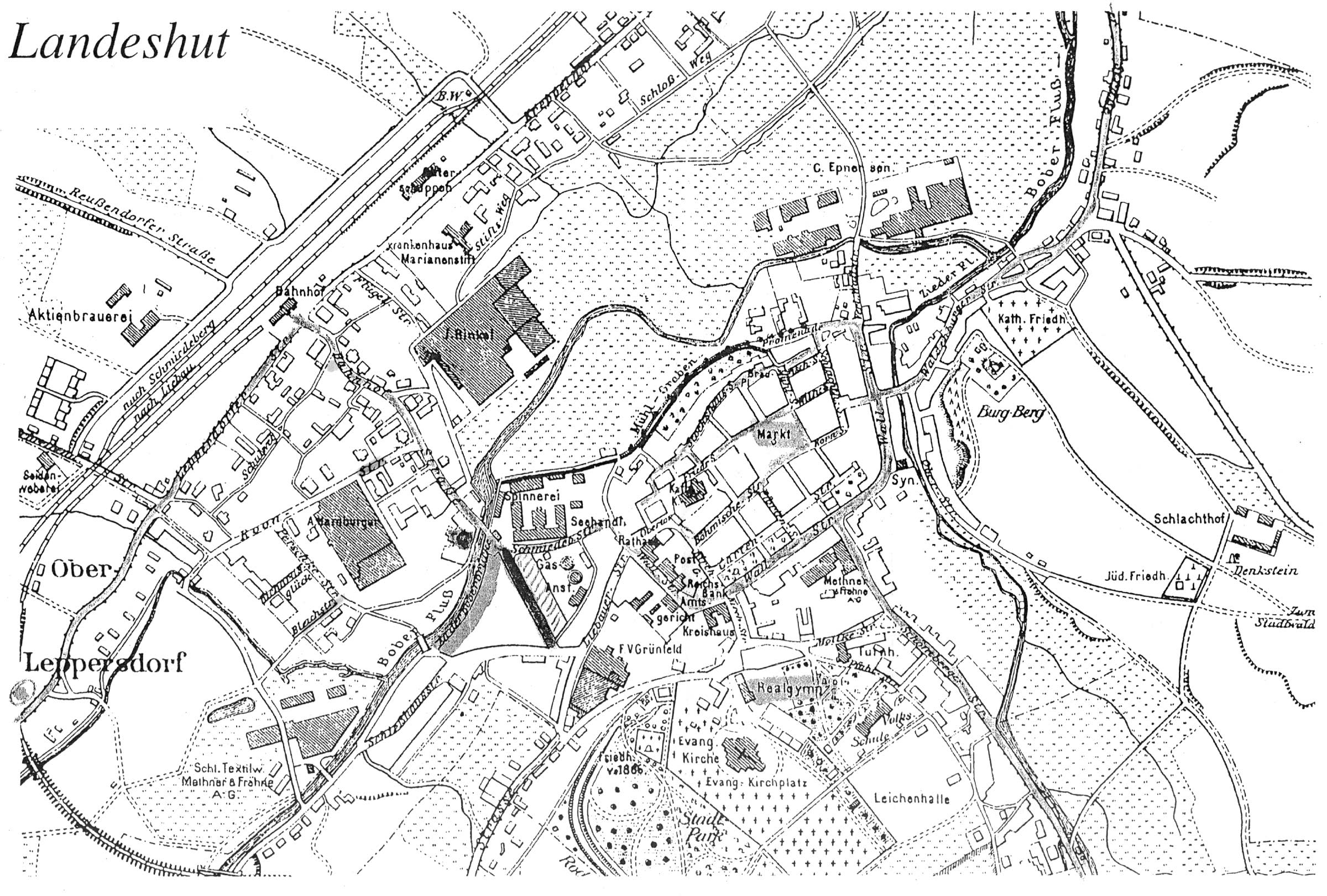
Plan Kamiennej Góry, 1934 rok

W XIX wieku używano w języku polskim nazwy Kamieniogóra i spolszczonej nazwy niemieckiej Łańcut (por. Łańcut); znana także była postać Kamienna Góra. Złe warunki bytowe i rozwój przemysłu kapitalistycznego wywoływał w I połowie XIX w. kolejne bunty tkaczy. W 1841 powstała pierwsza mechaniczna przędzalnia, w 1852 pierwsza tkalnia, a w 1874 fabryka obuwia. W II połowie XIX wieku podejmowano próby eksploatacji węgla kamiennego. W tym okresie miasto zyskało instalację gazową (w 1860) i oświetlenie elektryczne (w 1883). W połowie XIX w. rozebrano większość murów miejskich z bramami Dolną i Górną, a w 1873 renesansowy ratusz z 1564 stojący na środku rynku. W 1867 uruchomiono połączenie kolejowe z Sędzisławiem i Lubawką, w 1905 z Jelenią Górą i w 1914 z Marciszowem.
W końcu XIX w. Kamienną Górę nawiedziły kilkakrotnie groźne powodzie. Wysoka woda nawiedziła miasto 17 lipca 1882 r. Wówczas w potoku Absbach, noszącym dziś nazwę Bystra (niekiedy określa się go też mianem Opatówka, co nawiązuje do nazwy niemieckiej) utonęła młoda kobieta. Kolejna powódź podobnych rozmiarów nawiedziła miasto rok później. Kamienna tablica ukazująca stany rozlanych wód Bobru podczas tych dwóch powodzi zachowała się na budynku przy ul Jana Pawła II nr 7. Kolejna groźna w skutkach powódź miała miejsce w ostatnich dniach lipca 1897 r. Poza wielkimi zniszczeniami pochłonęła ona także wiele istnień ludzkich.
W czasie II wojny światowej do Kamiennej Góry przeniesiono część produkcji łożysk kulkowych z bombardowanej przez aliantów fabryki łożysk kulkowych w Schweinfurcie. W lipcu 1944 utworzona zostaje w mieście filia obozu koncentracyjnego Groß-Rosen. 9 maja 1945 miasto zostało zajęte przez jednostki 21 Armii 1 Frontu Ukraińskiego. 28 maja przybywają oddziały 29 Pułku Piechoty 2 Armii Wojska Polskiego.
W okresie od 1741 do 1945 roku Kamienna Góra była częścią Prus, początkowo należąc do powiatu bolkowsko-kamiennogórskiego. W 1816 roku miasto stało się stolicą nowo utworzonego powiatu kamiennogórskiego. W latach 1816-1820 Kamienna Góra wchodziła w skład rejencji dzierżoniowskiej, a od 1820 roku została przypisana do rejencji legnickiej. 
Po zakończeniu II wojny światowej, na mocy decyzji wielkich mocarstw, ziemie piastowskie, w tym Dolny Śląsk, ponownie znalazły się w granicach Polski. Kamienna Góra rozpoczęła nowy rozdział w swojej historii. Początkowo polska administracja używała nazwy Kamieniogóra. Pełnomocnik Rządu Rzeczypospolitej Polskiej na Okręg Administracyjny Dolnego Śląska, 11 czerwca 1945 roku, ogłosił oficjalną nazwę miasta - Kamienna Góra. Od kwietnia 1945 roku ta nazwa obowiązywała oficjalnie, a powiat otrzymał nazwę kamiennogórski. W dokumentach Starostwa Powiatowego z 1945 roku zawarta była już ta nowa nazwa miasta. Nazwa w formie Kamienna Góra została zatwierdzona 7 maja 1946 roku. 
27 sierpnia 1945 roku Dyrekcja Okręgowa Kolei Państwowych we Wrocławiu nadała miastu nazwę „Ziemsk” (Kamienna Góra), a tabliczka z tą nazwą pojawiła się na dworcu kolejowym. Ostateczne ustalenia dotyczące nazw miejscowości na Śląsku zostały przeprowadzone przez Rządową Komisję Ustalania Nazw Miejscowości w latach 1946-1950, a ich efekty opublikowano w Monitorze Polskim. Wówczas przyjęto ostateczną nazwę miejscowości - Kamienna Góra, która obowiązuje do dziś.
W czasach Polski Ludowej w mieście funkcjonowały Zakłady Przemysłu Lniarskiego „Len”, Zakłady Przemysłu Odzieżowego „Polgar”, zakłady skórzano-garbarskie „Karkonosze”, zakłady jedwabnicze, Fabryka Maszyn Włókienniczych „Dofama” oraz kamieniołomy kruszywa drogowego. Powstało duże sanatorium leczące gruźlicę kostno-stawową, miasto było ośrodkiem handlowym, usługowym, kulturalnym oraz administracyjnym dla regionu rolniczo-hodowlanego.

## Gospodarka

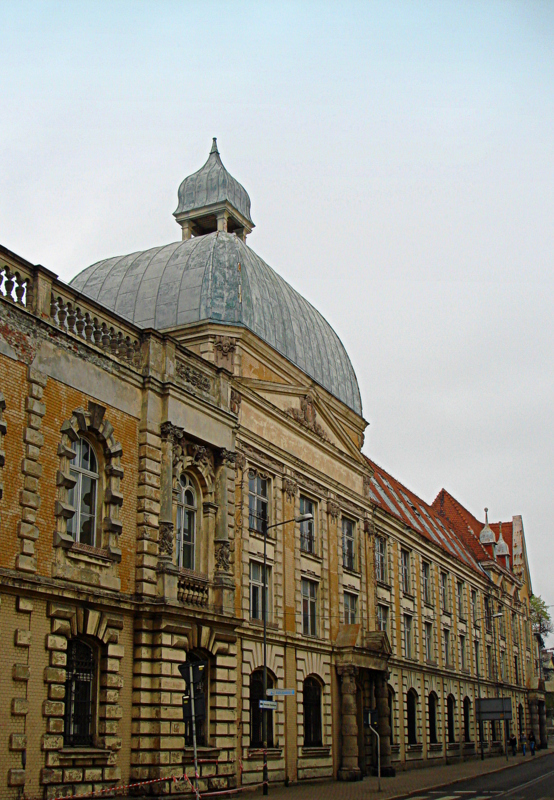
Dawny budynek administracyjny „Kamodexu” (przedwojenne zakłady tekstylne F. V. Grundeflda), ul. Waryńskiego 13

Kamienna Góra jest znaczącym ośrodkiem przemysłowym z przemysłem włókienniczym, spożywczym i maszynowym. Do większych zakładów na terenie miasta należą:
- Dofama THIES sp. z o.o. w Kamiennej Górze[22],
- Spółdzielnia Mleczarska „KaMos” w Kamiennej Górze[23], (od 1 lipca 2024 - Spółdzielnia Mleczarska Mlekovita)
- Kowary Carpets sp. z o.o., tkalnia dywanów w Kamiennej Górze
- Świat Lnu sp.z o.o. Producent tkanin lnianych w Kamiennej Górze[24]
- Effect-System S.A. Druk wieloformatowy, produkcja tkanin[25]
- SOPP Packaging Sp. z o.o.

Ponadto w mieście istnieje Kamiennogórska Specjalna Strefa Ekonomiczna Małej Przedsiębiorczości S.A., które miasto jest udziałowcem. Dysponuje ona terenami o powierzchni 240,8 ha w miejscowościach:
- Krzeszów,
- Lubawka,
- Nowogrodziec – Wykroty,
- Lubań,
- Jawor,
- Piechowice,
- Radomierz.

Strefa będzie działać do 31 grudnia 2026. Inwestorzy którzy tam zainwestują mogą korzystać z pomocy publicznej do wysokości 65% poniesionych nakładów. W KSSEMP S.A. funkcjonuje 27 inwestorów którzy reprezentują branże metalową, tekstylną, produkcję wyrobów dekoracyjnych, podzespołów do samochodów i wiele innych. Kapitał pochodzi z krajów takich jak Japonia, USA, Niemcy, Włochy, Holandia, Francja. Do większych firm należą:
- Joyson Safety Systems Poland sp. z o.o.,
- SOPP Polska sp. z o.o.,
- Ceramika Marconi sp. z o.o.,
- CM3-Polska sp. z o.o.,
- BDN sp. z o.o. Sp. Komandytowa (Grupa Wydawnicza Bauer)
- Lubatex sp. z o.o.,
- Autocam Poland sp. z o.o.,
- Kalibra sp. z o.o.,
- Palgetrans Handel-Transport sp. z o.o.,
- WEBER-Hydraulika sp. z o.o.,
- Dr.Schneider Automotive Polska sp. z o.o..

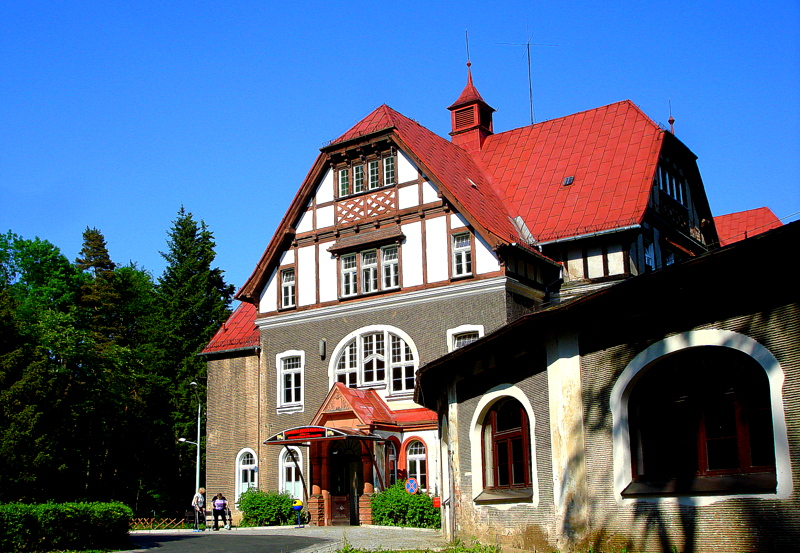
Dolnośląskie Centrum Rehabilitacji

Kamienna Góra jest centrum usługowo-handlowym dla powiatu kamiennogórskiego. W mieście istnieją firmy usługowo-handlowe, siedziby banków, towarzystw ubezpieczeniowych, istnieją stacje benzynowe, dwa szpitale (szpital powiatowy oraz Dolnośląskie Centrum Rehabilitacji), market Kaufland, Intermarché, Bricomarché, Lidl, Biedronka, Aldi, Dino oraz sklepy sieci: Powszechna Spółdzielnia Spożywców „Społem”, Żabka, Neonet, Avans, Media Expert, Bodzio, Jysk.

## Zabytki

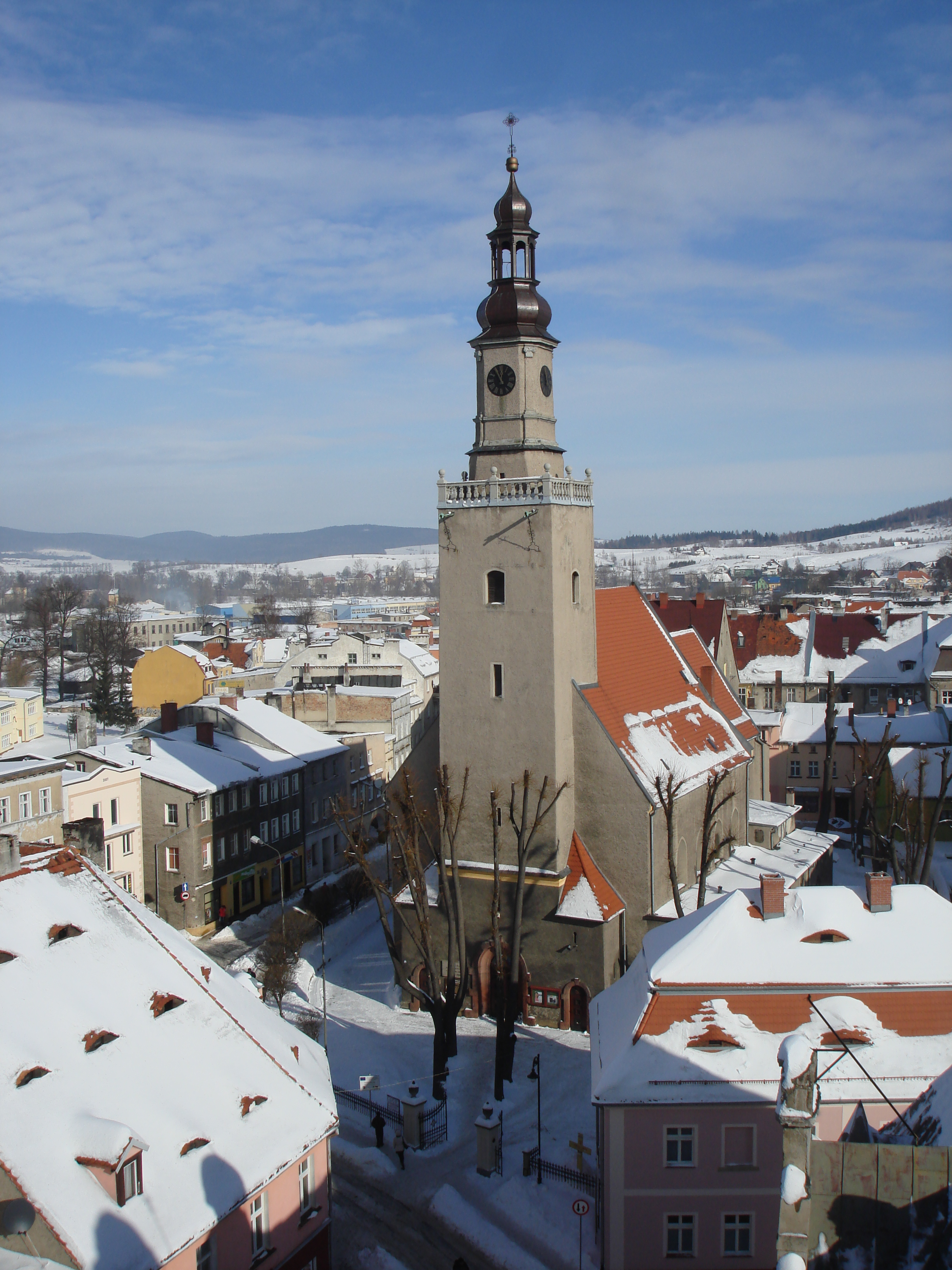
Kościół pw. śś. Piotra i Pawła

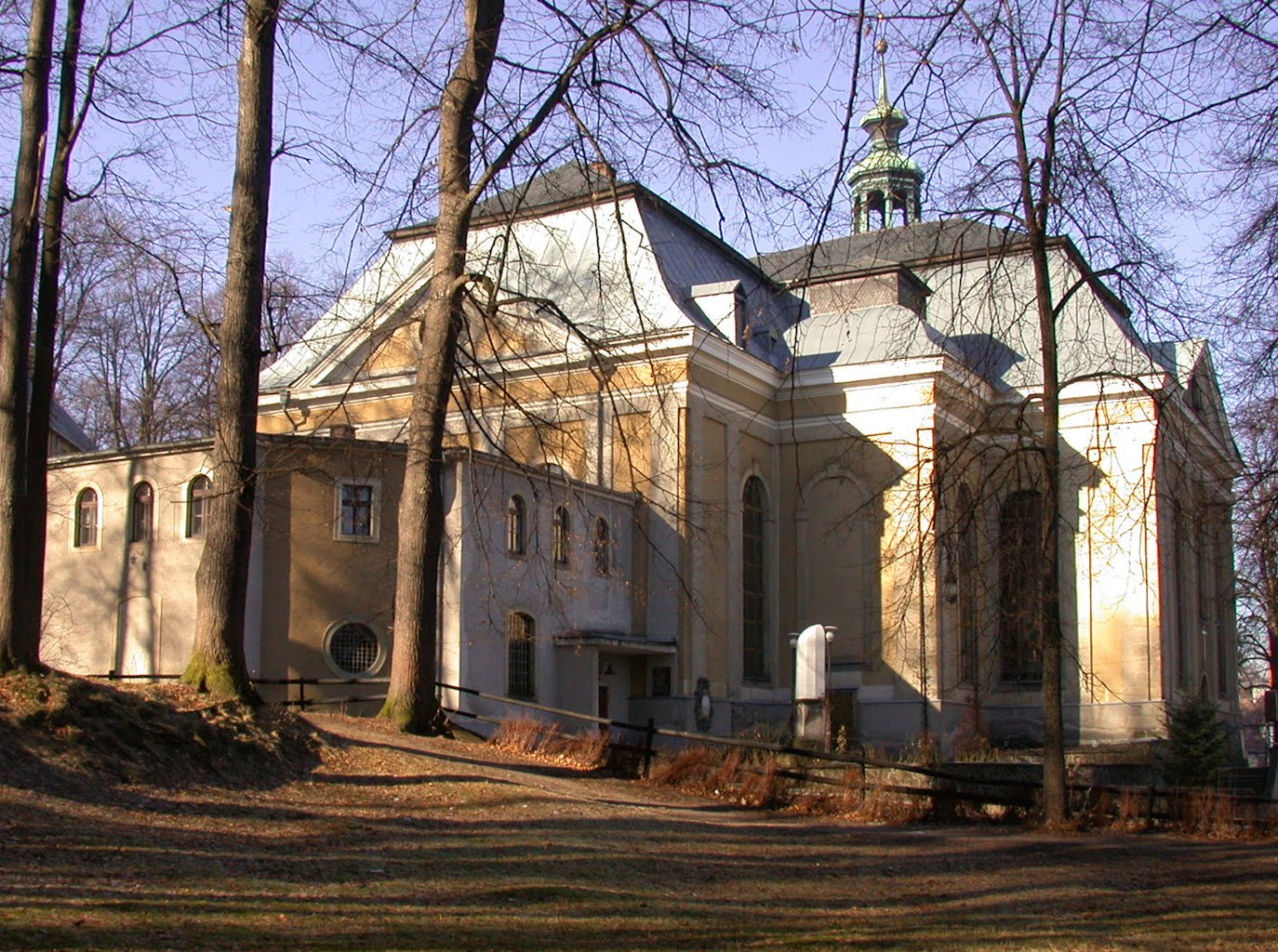
Kościół pw. Matki Bożej Różańcowej

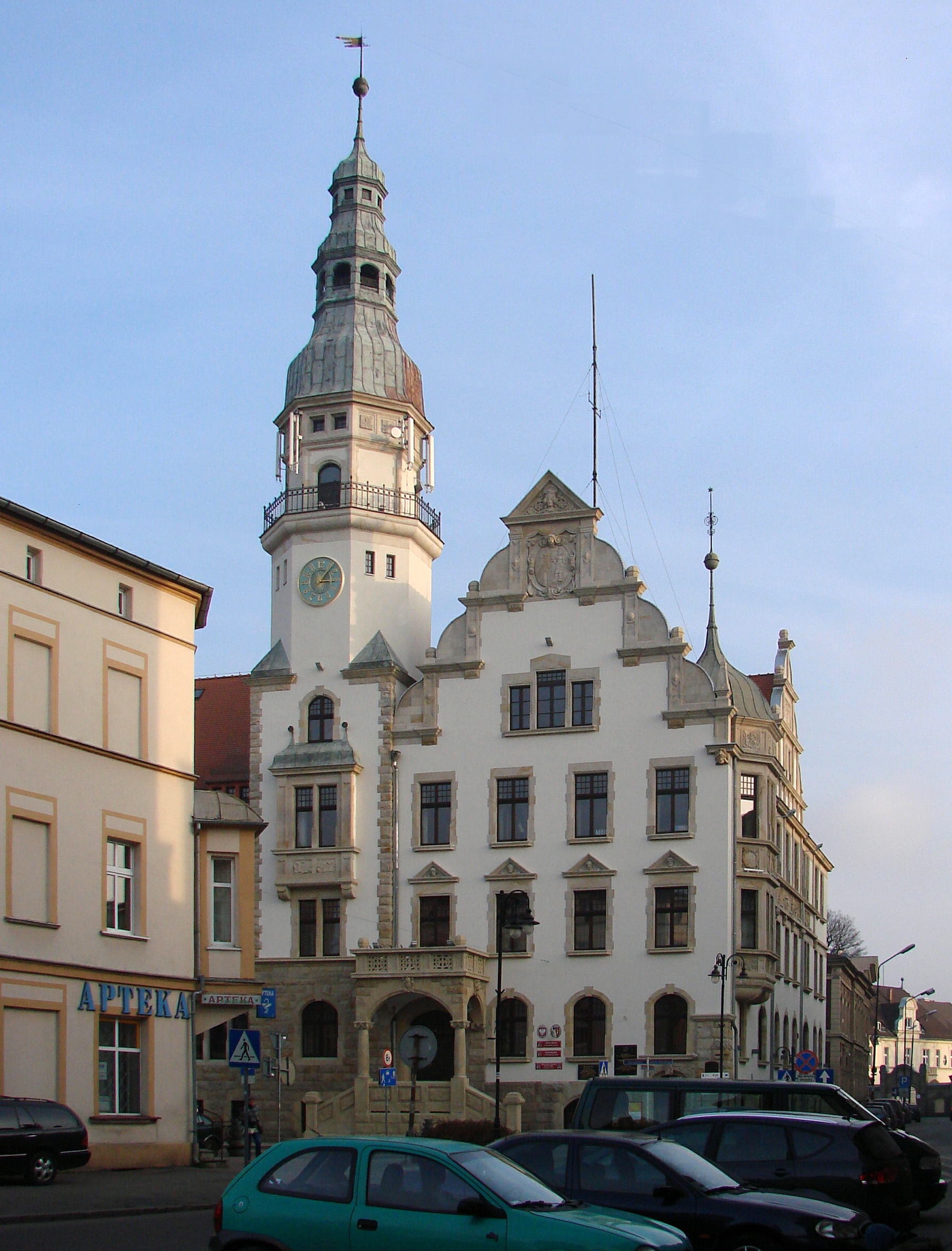
Ratusz

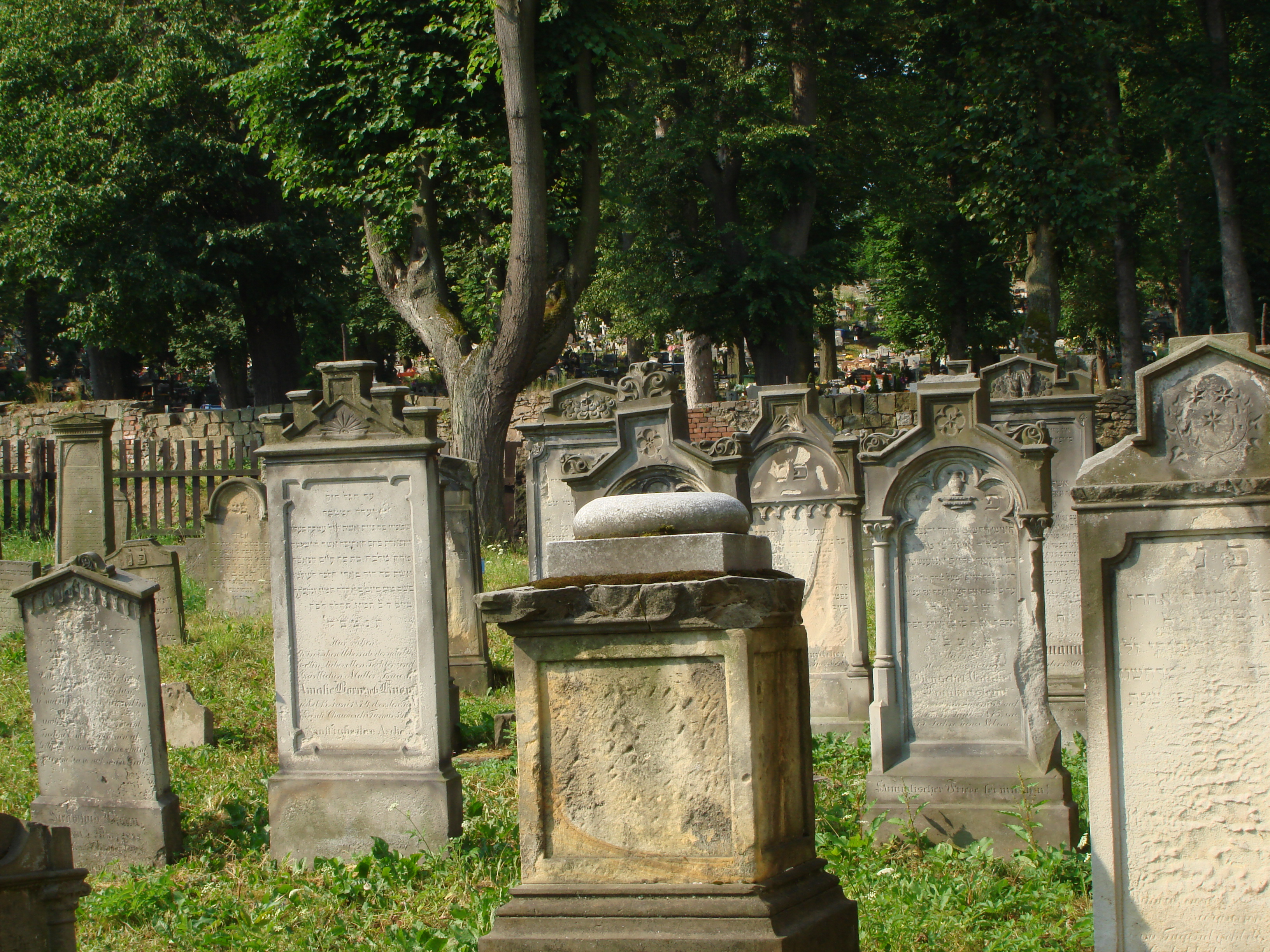
Macewy na cmentarzu żydowskim w Kamiennej Górze

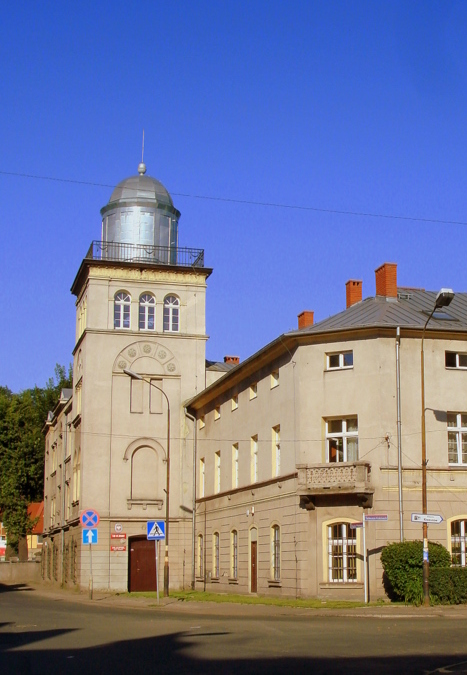
Sąd Rejonowy

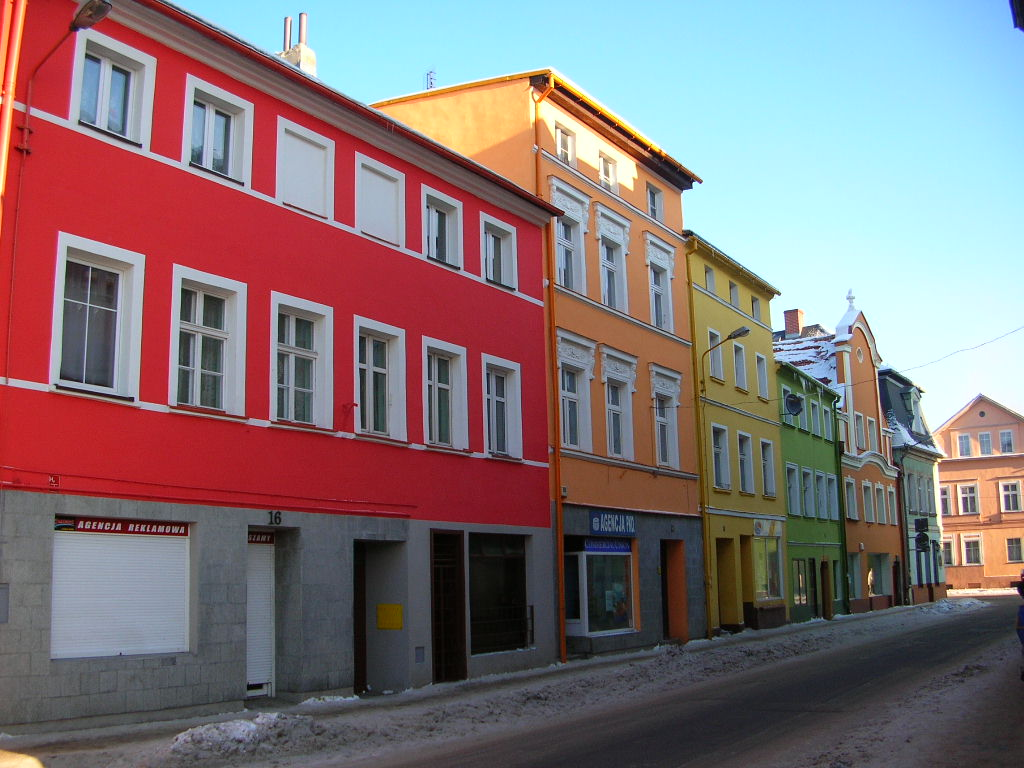
Zabytkowe kamieniczki w centrum miasta

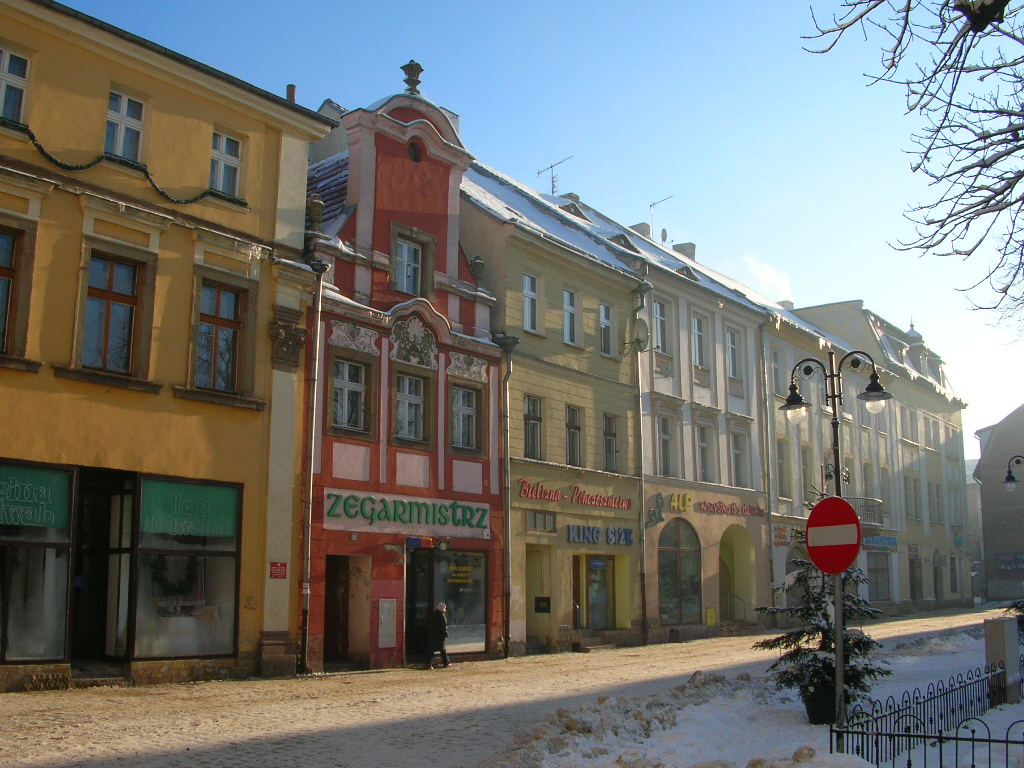
Plac Wolności w Kamiennej Górze

Do wojewódzkiego rejestru zabytków wpisane są obiekty:
- miasto
- Kościół Świętych Apostołów Piotra i Pawła, z gotyckim prezbiterium z XVI w.
- Kościół Bożego Ciała, ul. Katowicka, z 1560 r., 1884 r.
- Kościół Matki Bożej Różańcowej – poewangelicki, obecnie rzymskokatolicki, z lat 1709–1730 z XVIII w.; jeden z kościołów łaski zbudowanych przez protestantów na mocy układu w Altranstädt. Projektantem i budowniczym kościoła był śląski architekt Martin Frantz
- plebania
- cmentarz żydowski, ul. Katowicka, zabytkowa nekropolia założona w I poł. XIX w.
- zespół zamkowy, z XVI-XIX w.:
  - park
  - zamek Grodztwo w Kamiennej Górze – ruina zamku, renesansowego z XVI w., przebudowanego w XIX w.
- mury miejskie, z XV w.
- Ratusz w Kamiennej Górze, pl. Grunwaldzki, zbudowany w stylu neorenesansowym; zaprojektowany przez wrocławskich architektów (Richarda Gaze i Alfreda Böttchera); w 1905 r. zakończono jego budowę.
- budynek dworca kolejowego, ul. Jeleniogórska, 1869 r.
- wiata peronowa, drewn., j.w.
- zespół szpitalny dolnośląskiego centrum rehabilitacji:
  - pawilon I i II
  - budynek I d (żłobek)
  - willa
  - willa nr 1 i nr 2
- dom, ul. Miarki 17, z XVIII w., XX w.
- dom, ul. Miarki 27, z 1695 r., 1933 r.
- dom, ul. Miarki 30, z XVIII w., XIX w.
- dom, ul. Mickiewicza 2, z k. XIX w.
- sąd, al. Wojska Polskiego 36, z 1880 r.
- resursa kupiecka, ul. Okrzei 14, z 1805 r.
- budynek biurowy, ul. Waryńskiego 13, z l. 1882-1884
- dom, pl. Wolności 1 2 5, 6, 7, 8, 9, 10, 12, 13, 15 16 18 24 27 30 z XVII-XX w.
- dom, ul. Żeromskiego 6, z drugiej poł. XVIII w., XIX w.
- dom, ul. Staszica (dec. Fornalskiej) 6, 1880 r.
- kamienica, ul. Wojska Polskiego 12, 2 poł. XVIII w.

inne zabytki:
- rynek otoczony kamieniczkami w stylu barokowym z XVII – XVIII w.
- zabytkowe podziemia i sztolnia – trasa turystyczna „Projekt Arado. Zaginione laboratorium Hitlera”[27].
- mauzoleum ku czci zamordowanych więźniów i jeńców wojennych w filii obozu koncentracyjnego Gross-Rosen oraz w obozach jenieckich na Górze Kościelnej (Parkowej)
- kamienny obelisk ustawiony na wzgórzu po prawej stronie drogi biegnącej do osiedla Antonówka. Obelisk ustawiony został w 1880 r. na pamiątkę parady wojsk koalicji antynapoleońskiej, która miała miejsce 10 sierpnia 1813 r.[28]

## Struktura powierzchni
Według danych z 2023 Kamienna Góra ma obszar 18,04 km² (334. lokata w kraju), w tym:
- użytki rolne: 54%
- użytki leśne: 16%

Miasto stanowi 4,54% powierzchni powiatu.

## Kultura

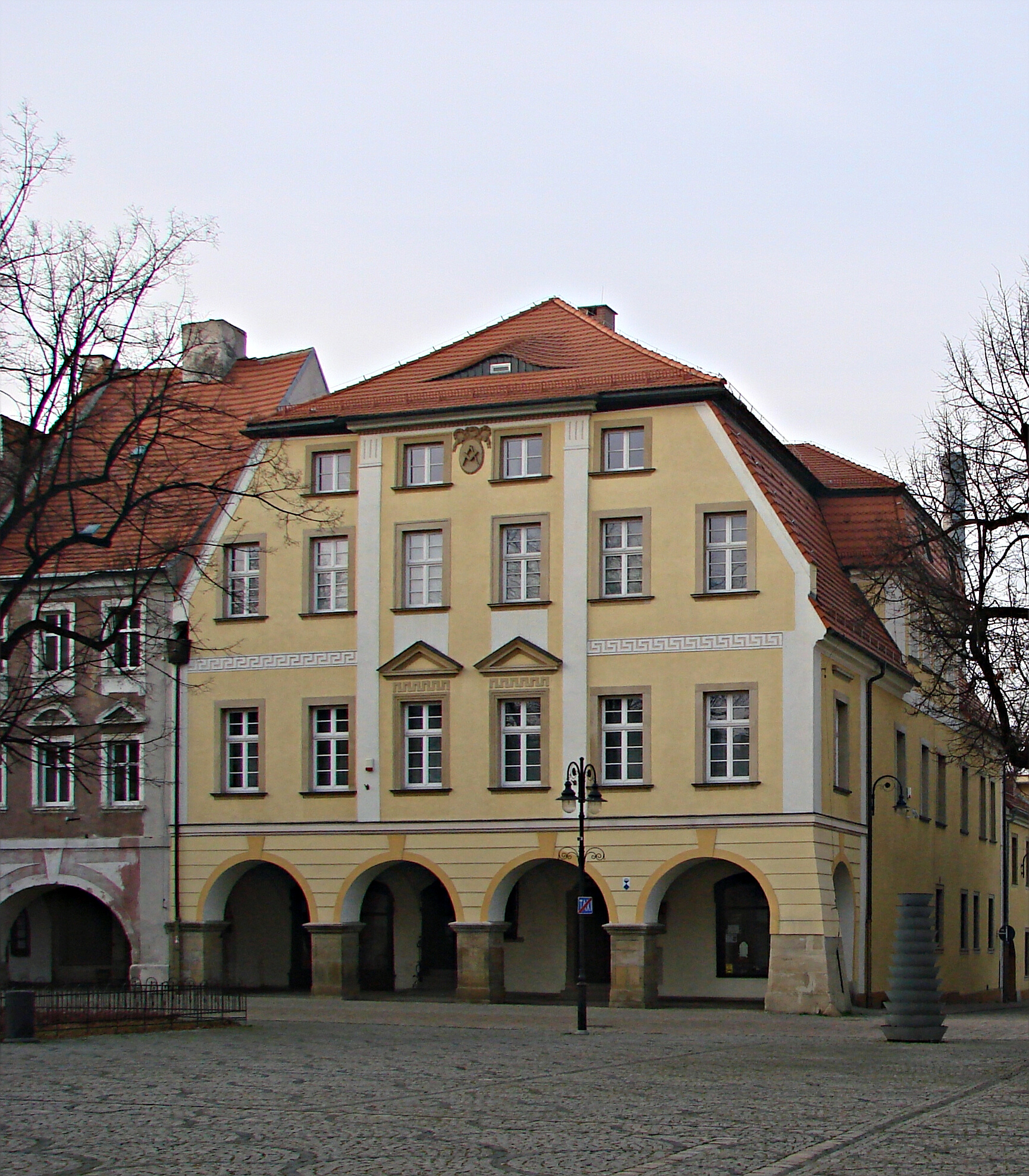
Kamienica, ob. Muzeum Tkactwa

W Kamiennej Górze działa Centrum Kultury, które jest organizatorem imprez kulturalno-rozrywkowych. W jego ramach prowadzone są zajęcia dla mieszkańców miasta.
Oprócz tego w mieście działa:
- Biblioteka Pedagogiczna (w ramach Powiatowego Centrum Edukacji[30] w Kamiennej Górze),
- Klub Seniora,
- Miejska Biblioteka Publiczna wraz z dwoma filiami[31],
- Muzeum Tkactwa przy placu Wolności 11 w barokowej kamieniczce, którego stałą ofertą są wystawy:
  - „Z dziejów tkactwa ludowego”,
  - „Z dziejów Kamiennej Góry”
  - „Rozwój tkactwa i przemysłu włókienniczego w Kamiennej Górze”,
  - „Dawna wieś dolnośląska”,

Oprócz tego muzeum organizuje także kilka wystaw czasowych o różnorodnej tematyce. Rokrocznie jesienią prezentuje wystawę „Sztuka włókna”, będącą wynikiem plenerów artystów europejskich.
Muzeum organizuje także lekcje muzealne oraz zajęcia plastyczne i konkursy.
- Muzeum Tajemnic i Eksploracji (ul. Lubawska 4) (działa od maja 2024 r.)[32].

## Oświata

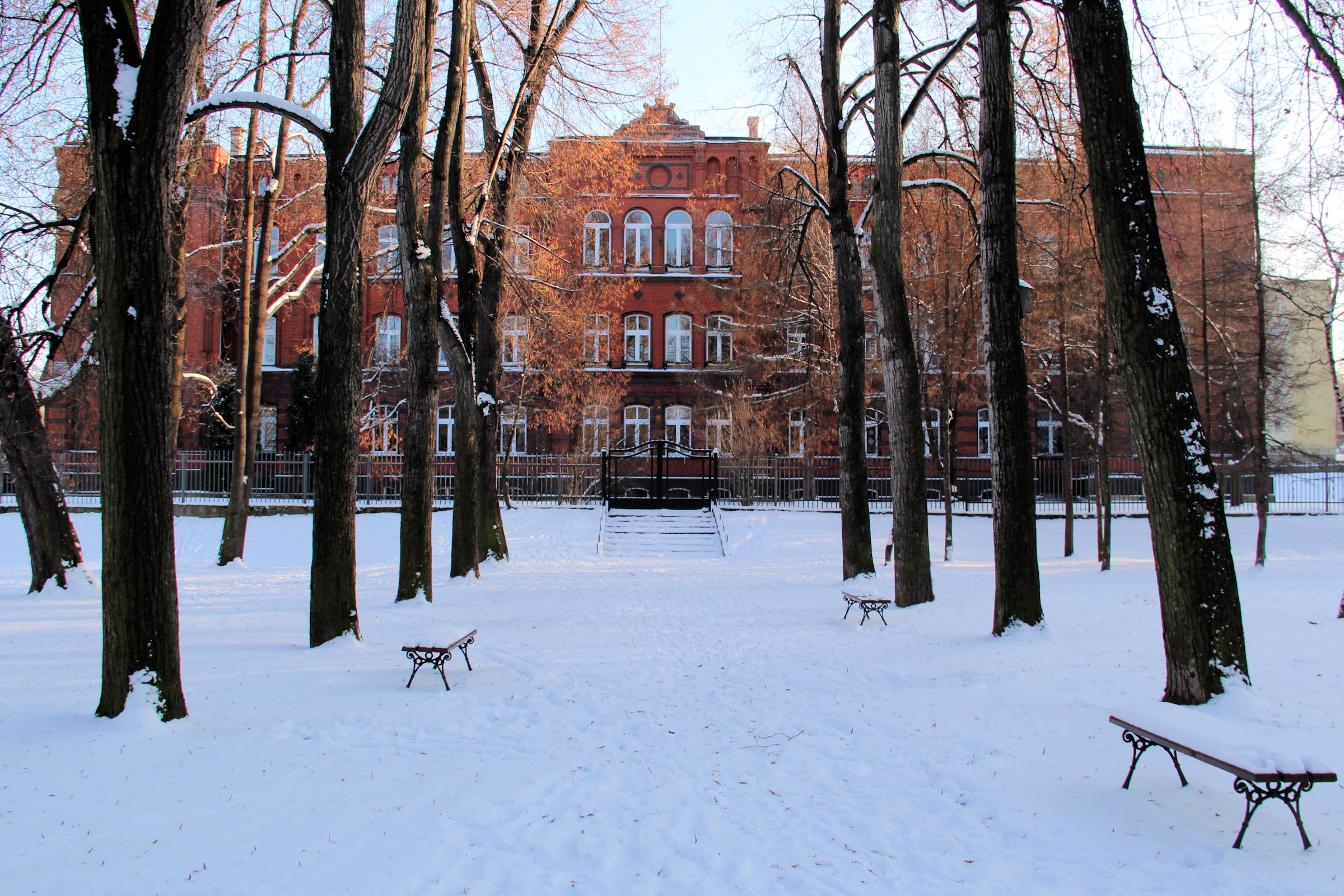
Liceum Ogólnokształcące w Kamiennej Górze

Na terenie miasta znajdują się placówki oświatowe prowadzone przez gminę miejską Kamienna Góra:
- Przedszkole Publiczne Nr 1 z Grupami Żłobkowymi ulokowane przy ul. Spacerowej,
- Przedszkole Publiczne Nr 2 znajdujące się przy ul. Tadeusza Kościuszki,
- Przedszkole Publiczne Nr 3 mieszczące się przy ul. Papieża Jana Pawła II,
- Szkoła Podstawowa nr 1 w Kamiennej Górze im. ks. Jana Twardowskiego zlokalizowana przy pl. Kościelnym[33],
- Szkoła Podstawowa nr 2 im. Tkaczy Śląskich ulokowana przy ul. Jeleniogórskiej[34],

W mieście znajdują się także placówki oświatowe oraz placówki związane z oświatą prowadzone przez powiat kamiennogórski:
- Liceum Ogólnokształcące mieszczące się przy ul. Marii Skłodowskiej-Curie 2
- Zespół Szkół Specjalnych[35] znajdujący się przy ul. Stanisława Staszica,
- Zespół Szkół Zawodowych i Ogólnokształcących im. 29 Pułku Piechoty 2 Armii Wojska Polskiego zlokalizowany przy ul. Traugutta[36],
- Powiatowego Centrum Edukacji znajdujące się przy ul. Papieża Jana Pawła II, które składa się z: Poradni Psychologiczno-Pedagogicznej, Biblioteki Pedagogicznej, Ośrodka Doskonalenia Nauczycieli,
- Dziecięca Świetlica Środowiskowa zlokalizowana przy ul. Papieża Jana Pawła II.

## Wspólnoty wyznaniowe

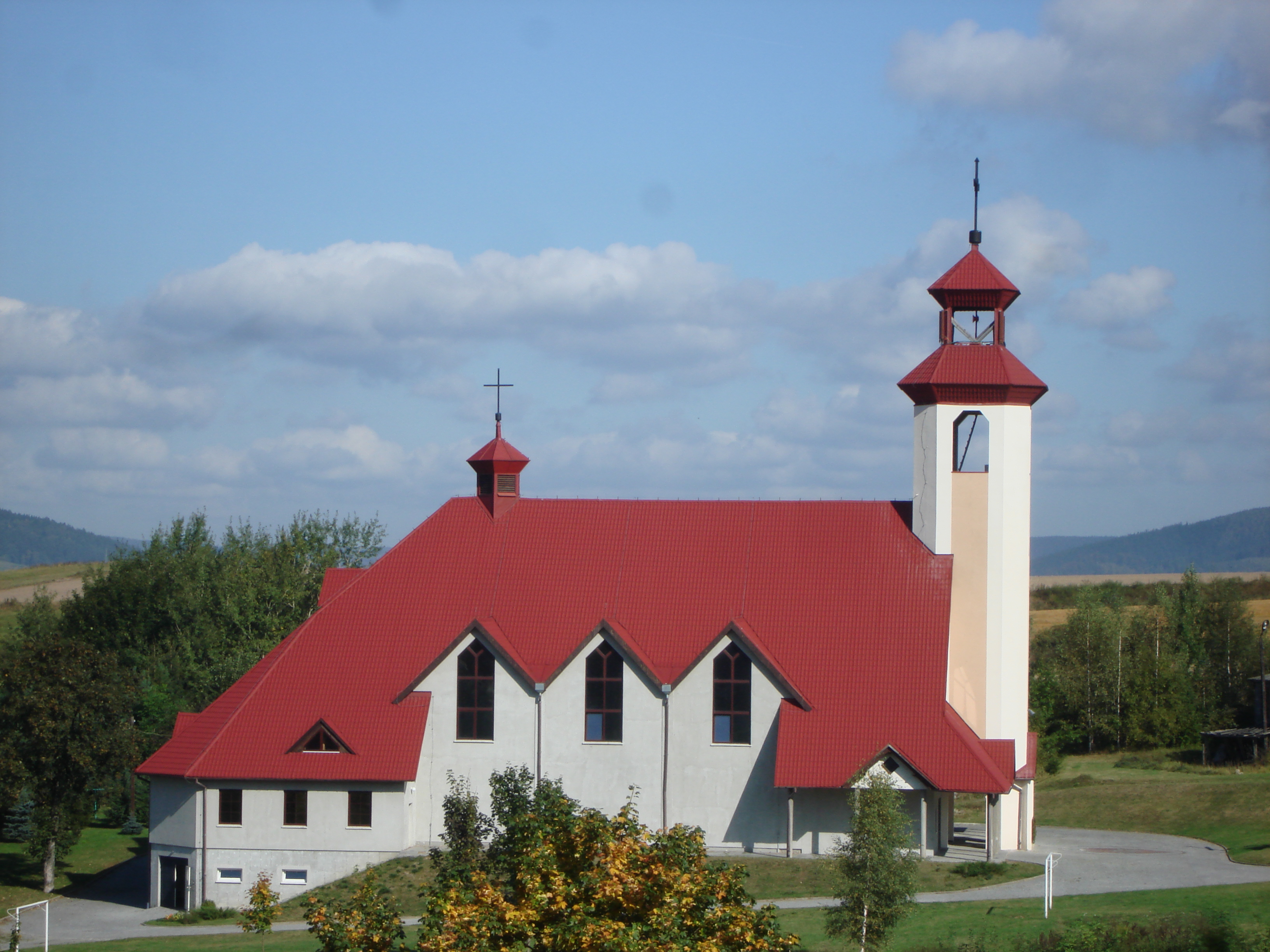
Kościół Najświętszego Serca Pana Jezusa w Kamiennej Górze

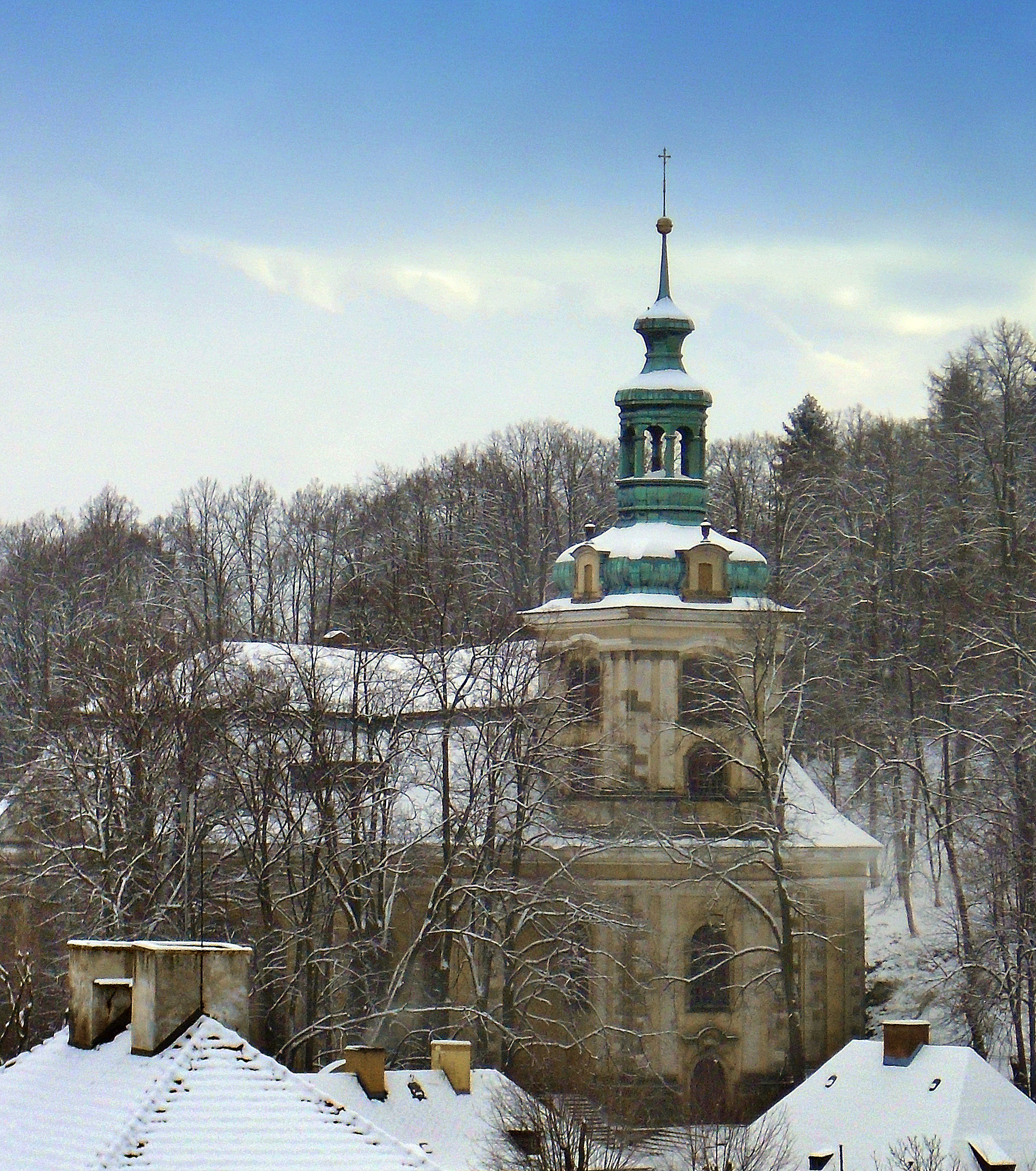
Kościół pw. Matki Bożej Różańcowej

Na terenie miasta działalność religijną prowadzą następujące Kościoły i związki wyznaniowe:
- Kościół rzymskokatolicki[37]:
  - parafia Świętych Apostołów Piotra i Pawła
  - parafia Matki Bożej Różańcowej
  - parafia Najświętszego Serca Pana Jezusa
- Kościół Ewangelicko-Augsburski:
  - filiał w Kamiennej Górze. Z powodu braku kaplicy, nabożeństwa w Kamiennej Górze zostały zawieszone i członkowie biorą czynny udział w życiu nabożeństwowym w zborze wałbrzyskim[38].
- Kościół Zielonoświątkowy:
  - zbór „Jeruzalem”[39]
- Chrześcijańska Wspólnota Ewangeliczna:
  - placówka misyjna w Kamiennej Górze[40]
- Świadkowie Jehowy:
  - zbór Kamienna Góra (Sala Królestwa ul. Bohaterów Getta 18A)[41]

## Sport
- MKS Sudety Kamienna Góra – siatkówka mężczyzn
- Klub Sportowy Relax[42] – trójbój siłowy
- KKS Olimpia Kamienna Góra – piłka nożna
- UKS Zadrna – szachy
- SIL „Kus – Kus”
- Klub Tańca Towarzyskiego „Fraszka”
- Kamiennogórska Grupa Biegowa „KGB”
- Kamiennogórski Klub Oyama

## Honorowi obywatele miasta
- Józef Cyrankiewicz (1911–1989) – 16 listopada 1947 - 31 stycznia 2024 roku radni miasta Kamienna Góra podjęli uchwałę o utracie przez Józefa Cyrankiewicza tytułu Honorowego Obywatela[43]
- ks. Stanisław Książek (1931–2015) – 13 września 1997
- Tomasz Duda (1913–1997) – 14 listopada 1997
- ks. Wolfgang Gottstein (1934-2019[44]) – 26 maja 1999
- Stanisław Sadowski (1919–2007) – 26 maja 1999
- Tadeusz Niemas (1923–2015)– 26 października 2006
- Feliks Kaczmarski (1925–2009) – 26 października 2006
- Józef Poprawa (1913–2010) – 28 listopada 2007
- Kazimiera Ciosmak (ur. 1947) – 25 marca 2009
- bp Stanisław Dowlaszewicz (ur. 1957) – 4 czerwca 2009
- Franciszek Kuszel (ur. 1926) – 6 października 2009
- Roman Jakóbczyk (1936-2021[45]) – 5 czerwca 2013
- Bolesław Grzyb (1932-2025[46] ) – 5 czerwca 2013
- Leon Święcicki (1924–2016[47]) – 5 czerwca 2013
- Stefan Hałubek – (1931) – 6 czerwca 2019[48]
- Bogdan Adamus (ur. 1949) – 2 czerwca 2022[49]
- Apolonia Lulek (ur. 1943) – 6 marca 2024[50]

## Demografia
Dane z 30 czerwca 2015:
| 30 VI 2015                        | Ogółem | Ogółem | Kobiety | Kobiety | Mężczyźni | Mężczyźni |
| --------------------------------- | ------ | ------ | ------- | ------- | --------- | --------- |
| Jednostka                         | osób   | %      | osób    | %       | osób      | %         |
| Populacja                         | 19 711 | 100    | 10 246  | 52      | 9465      | 48        |
| Gęstość zaludnienia [mieszk./km²] | 1095,6 | 1095,6 | 569,2   | 569,2   | 526,4     | 526,4     |

Wykres demograficzny wykonany na podstawie strony http://www.polskawliczbach.pl/
Piramida wieku mieszkańców Kamiennej Góry w 2014 roku.

## Spis osób pełniących najwyższe funkcje władzy
- w 1537 – Hans Raspener[52]
- w 1546 – Martin Scholze[52]
- Christoph Krause[52]
- 1616-1617 – Hans Rasper[52]
- 1617 – Hans Röhricht[52]
- 1626 – Georg Fischer[52]
- 1627 - 1630 – Ferdinand Friedrich Reuschel[52]
- od 1635 – Hanns Peltz[52]
- przynajmniej od 1641 do 1656 – Caspar Hübner[52]
- 1699 – Kammler[52]
- 1708-1709 – Winkler[52]
- w 1711 – Hans Christoph Peltz[52]
- 2 połowa XVIII w. – Christoph Springer[52]
- 4 grudnia 1741-1772 – Theodor Speer[52]
- 1772-1774 – Johann Philipp Thimm[52]
- 1774-1776 – Georg Karl Friedrich Pätsch[52]
- 1776-1794 – Karl Maximilian Tepler[52]
- od 1794 Hogold[52]
- Fischer[52]
- 1808-1816 – Johann Wilhelm Gottlieb Otto Benda[52]
- 1816-1840 – Wilhelm Karl Adolph Perschke[53]
- 1840-1865 – Gustav Uhden[53]
- 1865-1875 – Hermann Marzahn[53]
- 1875-1900 – August Pfuhl[54]
- 29 grudnia 1900 – 1919 Richard Burkhardt[54]
- 1919-30 czerwca 1931 – Kurt Feige[55]
- 1 lipca 1931-1943 – Günther Ries[56]

### Po 1945
Burmistrzowie od 1945 roku
| Imię i nazwisko   | Lata                               |
| ----------------- | ---------------------------------- |
| Karol Borkowski   | 22 maja 1945 – 12 czerwca 1945     |
| Witold Kulanowski | 12 czerwca 1945 – 1 listopada 1945 |
| Czesław Ławeczko  | 1 listopada 1945 – 6 września 1948 |
| Julian Kasprzyk   | 6 września 1948 – 4 maja 1949      |
| Anna Mykietyn     | 4 maja 1949 – 15 czerwca 1950      |

Przewodniczący Miejskiej Rady Narodowej
| Imię i nazwisko   | Lata                    |
| ----------------- | ----------------------- |
| Józef Górski      | 15 czerwca 1950 – 1954  |
| Stefan Tomczak    | 1954 – 1960             |
| Czesław Śliwiński | 1960                    |
| Rudolf Sajdak     | 1960 – 1965             |
| Piotr Michalik    | 1965 – 1967             |
| Emil Siewierski   | 1967 – 1974             |
| Witold Korwin     | 1974 – 1975             |
| Adolf Czwartyński | styczeń – kwiecień 1975 |

Naczelnicy miasta
| Imię i nazwisko | Lata        |
| --------------- | ----------- |
| Emil Siewierski | 1975 – 1977 |
| Edward Buczek   | 1977 – 1999 |

Burmistrzowie od 1990 roku
| Imię i nazwisko                                                     | Lata                                  |
| ------------------------------------------------------------------- | ------------------------------------- |
| Bolesław Grzyb (1932-2025)                                          | 26 czerwca 1990 – 29 sierpnia 1994    |
| Artur Zieliński                                                     | 29 sierpnia 1994 – 25 listopada 1998  |
| Tadeusz Rycharski                                                   | 25 listopada 1998 – 28 marca 2002     |
| Henryk Różański (1949-2024)                                         | 10 kwietnia 2002 – 2 czerwca 2002     |
| Andrzej Mankiewicz                                                  | 3 czerwca 2002 – 29 sierpnia 2003     |
| Artur Zieliński                                                     | 29 sierpnia 2003 – 20 czerwca 2006    |
| Artur Mazur (zarząd komisaryczny do czasu wyboru nowego burmistrza) | 12 lipca 2006 – 30 listopada 2006     |
| Krzysztof Świątek                                                   | 30 listopada 2006 – 20 listopada 2010 |
| Krzysztof Świątek                                                   | 21 listopada 2010 – 30 listopada 2014 |
| Krzysztof Świątek                                                   | 1 grudnia 2014 – 23 listopada 2018    |
| Janusz Chodasewicz                                                  | 23 listopada 2018 –                   |

## Współpraca zagraniczna
Miasto prowadzi współpracę zagraniczną z:
- Ikast
- Trutnov
- Vierzon
- Wolfenbüttel
- Bitterfeld-Wolfen
- Dvůr Králové nad Labem[59]
- Szczerzec[60]

03.03.2022 r. Rada Miasta Kamienna Góra uchyliła uchwałę w sprawie zawarcia umowy partnerskiej pomiędzy miastem Iwangorod w Rosji a miastem Kamienna Góra w Rzeczypospolitej Polskiej. Decyzja miała związek z agresją Rosji na Ukrainę.

## Szlaki turystyczne
- Kamienna Góra – Marciszów
- Skalnik – Pisarzowice – Kamienna Góra – Boreczna – Chełmiec – Szczawno-Zdrój
- – Janowice Wielkie – Raszów – Kamienna Góra – Krzeszów – Jawiszów – Chełmsko Śląskie[63]

## Sąsiednie gminy
Kamienna Góra (gmina wiejska), Czarny Bór